# (2576) Essénine
(2576) Essénine (désignation internationale (2576) Yesenin) est un astéroïde de la ceinture principale.

## Description
(2576) Yesenin est un astéroïde de la ceinture principale. Il fut découvert le 17 août 1974 à Naoutchnyï par Lioudmila Jouravliova. Il porte le nom de Sergueï Essénine.
Il présente une orbite caractérisée par un demi-grand axe de 3,10 UA, une excentricité de 0,13 et une inclinaison de 12,2° par rapport à l'écliptique.

## Compléments